# 巴西社会主义
巴西社会主义一般被认为起源于19世纪上半叶。有文件证明，自19世纪上半叶起社会主义思想便开始在巴西传播，但这些只是个别人的倡议，当时未出现具有实际政治活动能力的社会主义团体。1892年，社会主义工人党在里约热内卢成立，它被认为是巴西第一个社会主义政党。